# Wilhelm Schlenk

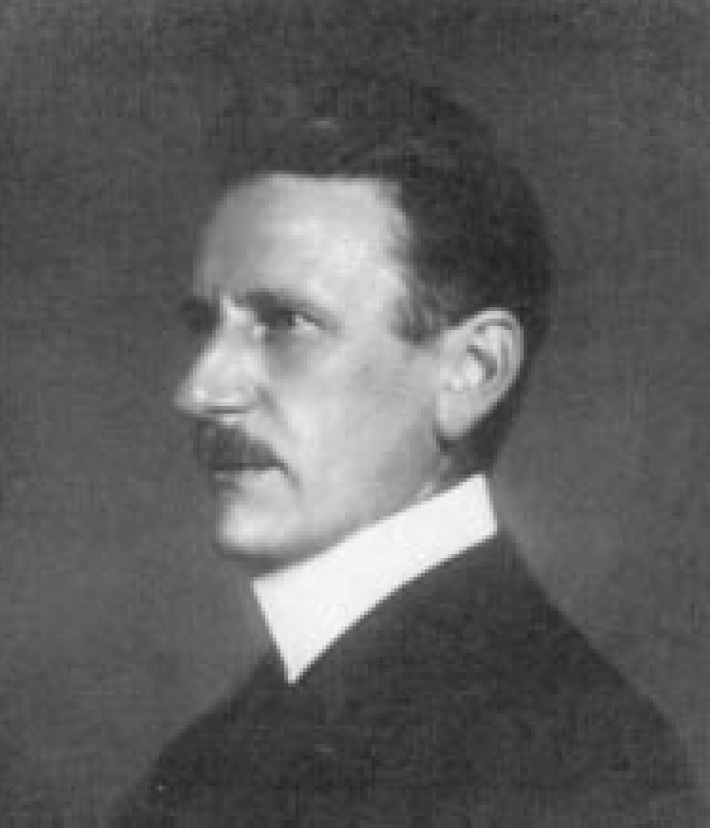
Wilhelm Schlenk nach seiner Promotion

Wilhelm Johann Schlenk (* 22. März 1879 in München; † 29. April 1943 in Tübingen) war ein deutscher Chemiker.

## Leben und Werk
Schlenk absolvierte ein Chemiestudium in München, das er 1905 mit einer Dissertation bei Oskar Piloty abschloss. Nach kurzer Tätigkeit in der chemischen Industrie kehrte er nach München zurück, wo er sich 1909 habilitierte. Er folgte 1913 einem Ruf an die Universität Jena, von dort 1918 nach Wien und 1921 als Nachfolger von Emil Fischer nach Berlin. Nach der Machtübernahme der Nationalsozialisten blieb er seiner demokratischen Gesinnung treu und bewahrte Distanz zum Regime. Daher wurde er 1935 auf einen Lehrstuhl der Universität Tübingen versetzt.
1925 wurde er korrespondierendes Mitglied der Bayerischen Akademie der Wissenschaften. Seit 1922 war er ordentliches und seit 1935 auswärtiges Mitglied der Preußischen Akademie der Wissenschaften. 1933 wurde er zum Mitglied der Deutschen Akademie der Naturforscher Leopoldina gewählt. Aus der Deutschen Chemischen Gesellschaft, deren Vorsitzender er in den Jahren 1926 bis 1928 war, wurde er 1942 wegen mangelnder Regimetreue ausgeschlossen.
Schlenk war einer der Begründer der Metallorganischen Chemie und beschäftigte sich besonders mit den luftempfindlichen lithium-, natrium- und magnesiumorganischen Verbindungen sowie der Chemie der von Moses Gomberg entdeckten stabilen freien Radikale.
Nach ihm benannt sind das Schlenk-Gleichgewicht von Grignard-Verbindungen und die Schlenktechnik für chemische Operationen unter Luftausschluss.

## Ehrungen
- Lieben-Preis 1917
- Der Arfvedson-Schlenk-Preis der Gesellschaft Deutscher Chemiker wurde in seiner Erinnerung gestiftet. Er ist zusätzlich nach dem schwedischen Chemiker Johan August Arfwedson benannt.

## Veröffentlichungen (Auswahl)
- Organische Chemie, Berlin: de Gruyter 1949, 5., verb. Auflage, (Sammlung Göschen; Bd. 38), 11. Auflage 1968
- Anleitung zur technischen Massanalyse : Zum Gebrauche im Chem. Laboratorium d. Staates zu München, Zusammengestellt von W. Schlenk, München: Chem. Laboratorium d. Staates 1911